# Komisja Warrena

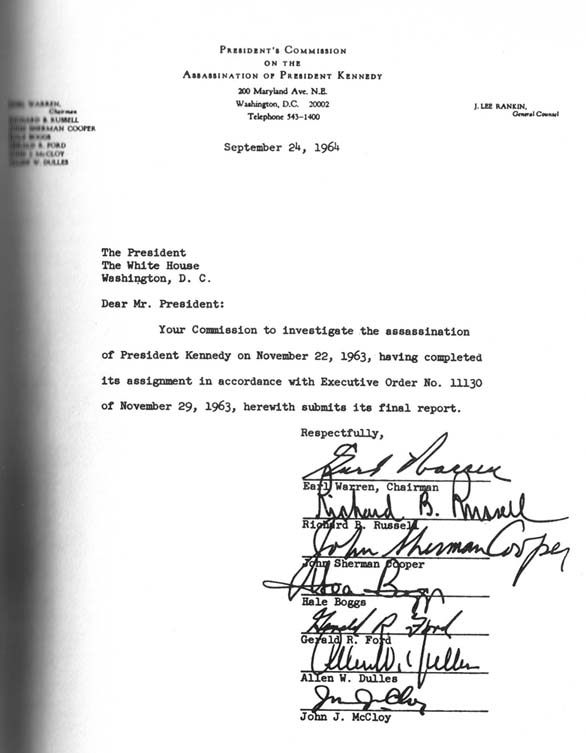
Strona tytułowa raportu Komisji Warrena

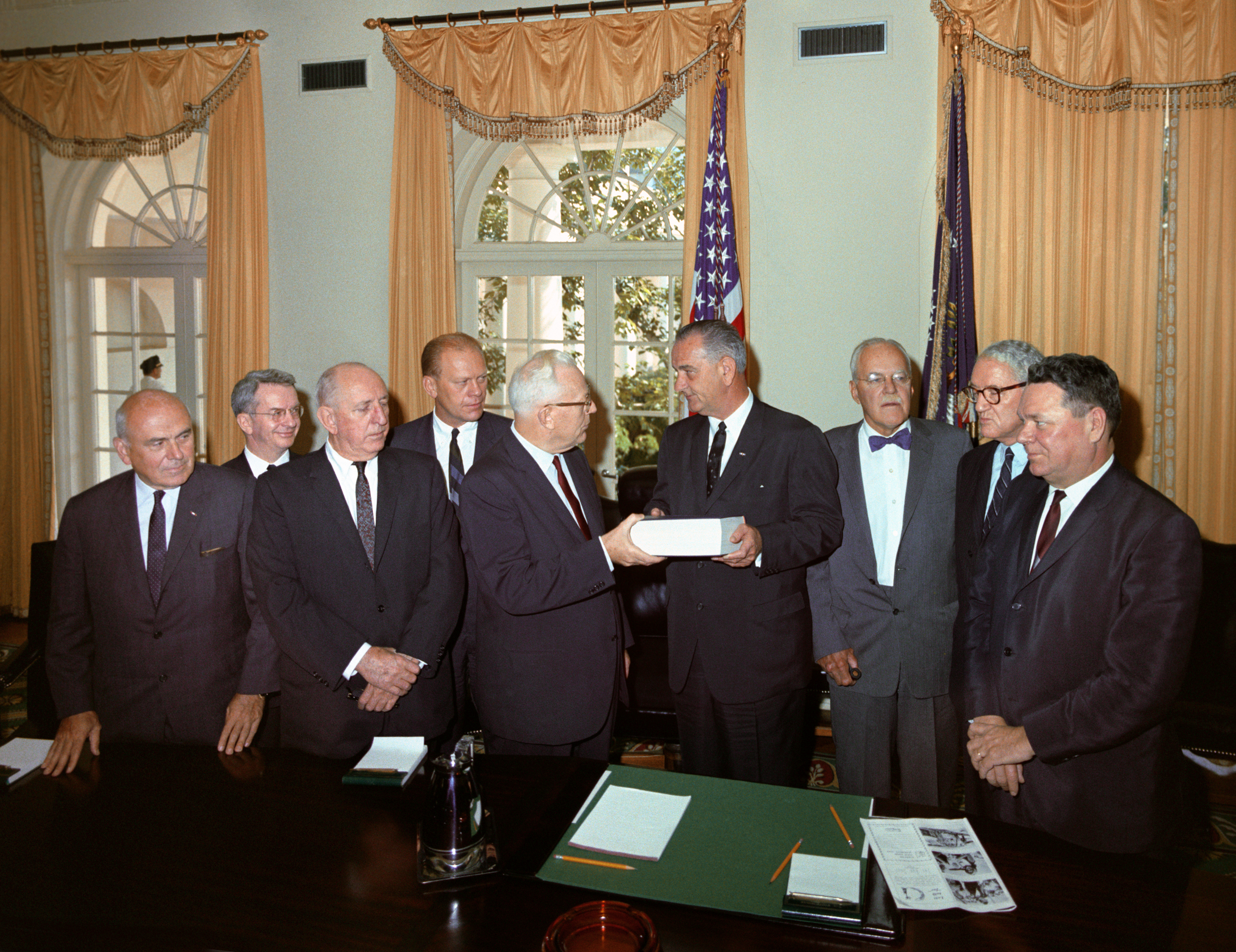
Członkowie komisji przekazują 24 września 1964 prezydentowi Johnsonowi swój raport

Komisja Warrena (oficjalna angielska nazwa: The President’s Commission on the Assassination of President Kennedy, dosłownie: Prezydencka komisja w sprawie zabójstwa prezydenta Kennedy’ego) – specjalna komisja śledcza powołana 29 listopada 1963 przez prezydenta Stanów Zjednoczonych Lyndona B. Johnsona w celu zbadania sprawy zabójstwa prezydenta Johna F. Kennedy’ego.
Nieoficjalna nazwa komisji – komisja Warrena – pochodzi od nazwiska jej przewodniczącego Earla Warrena, prezesa Sądu Najwyższego Stanów Zjednoczonych. W skład komisji oprócz Warrena wchodzili:
- Thomas Hale Boggs Sr. – członek Izby Reprezentantów,
- John Sherman Cooper – senator,
- Allen Dulles – były dyrektor CIA,
- Gerald Ford – członek Izby Reprezentantów, późniejszy wiceprezydent i prezydent,
- John J. McCloy – były prezes Banku Światowego,
- Richard Russell Jr. – senator.

Wynikiem prac komisji był opublikowany przez nią 24 września 1964 raport którego konkluzją był wniosek, że Lee Harvey Oswald był jedynym zabójcą odpowiedzialnym za śmierć prezydenta Kennedy’ego i działał sam. 
Komisja Śledcza Izby Reprezentantów do Spraw Zabójstw, działająca w latach 1976–1978 w swoim raporcie opublikowanym w 1979 skrytykowała komisję Warrena za niedostateczne dochodzenie oraz stwierdziła brak dostępu do niektórych informacji przez komisję Warrena za niedopuszczalny.
Ustalenia komisji Warrena budzą bardzo silne kontrowersje i są często podważane.